# 2008년 하계 올림픽 하키
2008년 베이징 하계 올림픽 하키는 8월 10일부터 14일간 열렸으며 8월 22일과 23일에 메달 결승전이 열렸다. 모든 경기는 올림픽 그린에 건설된 하키장에서 진행되었다.